# Komirić
Komirić es un pueblo ubicado en la municipalidad de Osečina, en el distrito de Kolubara, Serbia.

## Superficie
Posee una superficie de 22,53 kilómetros cuadrados.

## Demografía
Hasta 2011 la población era de 734 habitantes, con una densidad de población de 32,58 habitantes por kilómetro cuadrado.